# Stela Huțan Palade
Stela Huțan Palade (14/27 de março de 1921, Gura Humorului - 15 de agosto de 2010, Bucareste) foi a mais jovem mulher piloto que fazia parte do Esquadrão Branco (Esquadrilha de Transporte 108), durante a campanha da Crimeia, tendo pilotado aeronaves numa formação onde todas as aeronaves eram pilotadas apenas por mulheres; a sua missão consistia em transportar os feridos da frente durante a Segunda Guerra Mundial.